# Uperoleia glandulosa
Uperoleia glandulosa é uma espécie de anfíbio da família Myobatrachidae.
É endémica da Austrália.
Os seus habitats naturais são: campos de gramíneas subtropicais ou tropicais secos de baixa altitude, rios, rios intermitentes, pântanos, marismas intermitentes de água doce e canals e valas.